# 埃隆 (北卡羅萊納州)
埃隆（英語：Elon）是一個位於美國北卡羅萊納州阿拉曼斯縣的城鎮。

## 人口
根據2020年美國人口普查的數據，埃隆的面積為10.94平方千米，當中陸地面積為10.81平方千米，而水域面積為0.13平方千米。當地共有人口11336人，而人口密度為每平方千米1,036人。